# Darmera peltata
Darmera peltata là một loài thực vật có hoa trong họ Saxifragaceae. Loài này được (Torr. ex Benth.) Voss miêu tả khoa học đầu tiên năm 1899.

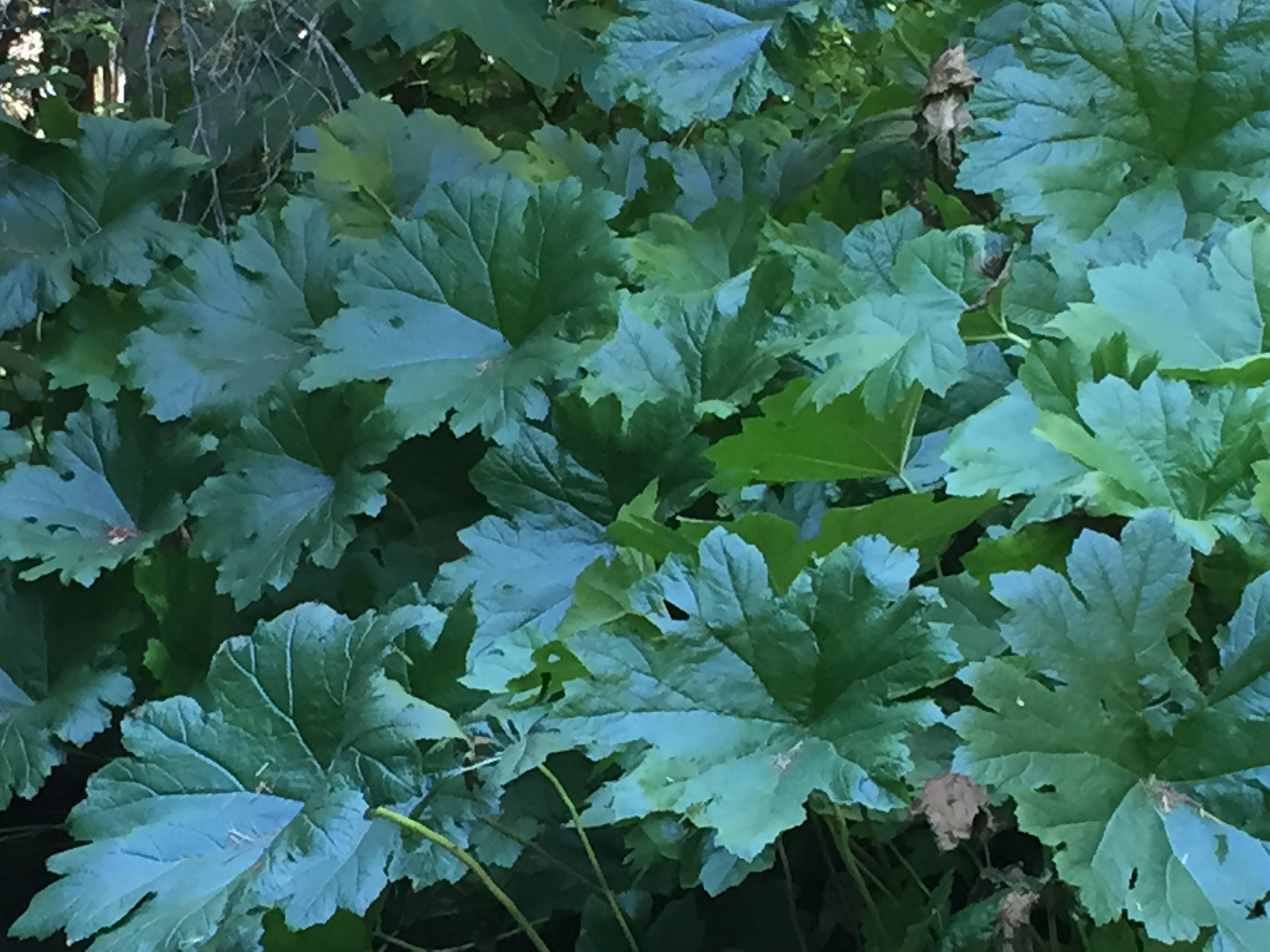
Darmera peltata (Indian rhubarb) growing along a creek in El Dorado National Forest, El Dorado County, California